# Hanna Kinder-Kiss
Hanna Kinder-Kiss (ur. 11 października 1958 w Warszawie) – polska aktorka, głównie dubbingowa, podkłada głos między innymi Ashowi Ketchumowi w polskiej wersji japońskiego serialu anime Pokémon.
Od 1977 do 1979 występowała w warszawskim Teatrze Guliwer, a od 1979 jest aktorką Teatru Baj w Warszawie.
Jej mężem był aktor Jacek Kiss.

## Obsada
- 2002–2003: Psie serce – Gerda (głos)
- 2002–2005: Baśnie i bajki polskie – Witek / Przekupka (głos)
- 1998: Królestwo Zielonej Polany. Powrót – głosy
- 1997–2007: Klan – Internistka
- 1997–2002: Między nami bocianami – głosy
- 1997: Między śniegiem a siódmym niebem – głosy
- 1996: Kukuryków – głosy
- 1994: Królestwo Zielonej Polany – głosy
- 1992–1998: Bajki zza okna – głosy
- 1980–2000: Dom

## Polski dubbing

### Filmy i seriale
- 2021: Arcane – Sevika
- 2021: Pokémon: Sekrety dżungli – Ash Ketchum
- 2021: Pokémon: Podróże – Ash Ketchum
- 2020: Pokémon: Zemsta Mewtwo – Ewolucja – Ash Ketchum
- 2020: Pokémon: Siła jest w nas – Ash Ketchum
- 2020: Pokémon: Słońce i Księżyc – Ultra legendy – Ash Ketchum
- 2019: High School Musical: Serial – Mama Redmana[1]
- 2019: Pokémon: Wybieram cię! – Ash Ketchum
- 2019: Pokémon: Słońce i Księżyc – Ultra przygody – Ash Ketchum
- 2018: Pokémon: Słońce i Księżyc – Ash Ketchum
- 2018: Pokémon: Volcanion i mechaniczny zachwyt – Ash Ketchum
- 2016: Pokémon: Seria XYZ – Ash Ketchum
- 2015: Pokémon: Hoopa i starcie wszech czasów – Ash Ketchum
- 2015: Pokémon: Seria XY: Przygody w Kalos – Ash Ketchum
- 2015: Looney Tunes: Kto dogoni Królika?
- 2014: Pokémon: Genesect i objawiona legenda – Ash Ketchum
- 2014: Pokémon: Seria XY – Ash Ketchum
- 2014: Pokémon: Diancie i Kokon Zniszczenia – Ash Ketchum
- 2014: Kumple z dżungli na ratunek
- 2014: Koko smoko – Szponowa
- 2014: Pszczółka Maja. Film
- 2013: Pokémon: Czerń i biel: Przygody w Unovie i nie tylko – Ash Ketchum
- 2013: Pokémon: Kyurem kontra Miecz Sprawiedliwości – Ash Ketchum
- 2013: Tom i Jerry: Magiczna fasola
- 2012: Pokémon: Czerń i biel: Ścieżki przeznaczenia – Ash Ketchum
- 2012: Pokémon: Biel – Victini i Zekrom – Ash Ketchum
- 2012: Pokémon: Czerń – Victini i Reshiram – Ash Ketchum
- 2012: Pokémon: Czerń i biel – Ash Ketchum
- 2011: Fineasz i Ferb: Podróż w drugim wymiarze – Sprzedawczyni w sklepie dla zwierząt (przebrany Carl)
- 2011: Antoś – Antoś Owiesek
- 2011: Angelo rządzi – Angelo Ludwik
- 2011: Pokémon: Zoroark, mistrz iluzji – Ash Ketchum
- 2011: Pokémon: Gwiazdy Ligi Sinnoh – Ash Ketchum
- 2011: Scooby Doo i Brygada Detektywów – Turystka
- 2011: Bąbelkowy świat gupików –
  - Avi (odc. 6),
  - Mysz (odc. 15),
  - Krabia piratka drogowa (odc. 45),
  - Pan Krewetka (odc. 47),
  - Strusica emu (odc. 48),
  - Orka (odc. 49),
  - Jedna z małych złotych rybek (odc. 49-50, 52),
  - Jedna z księżycowych małp (odc. 52),
  - jeden z gości na przyjęciu (odc. 53),
  - Miranda, policjantka (odc. 67, 71),
  - Kuchenna wiedźma (odc. 74)
- 2011–2019: Niesamowity świat Gumballa –
  - Joanna „Jojo” Watterson (babcia) (odc. 28a),
  - Jamie (odc. 70b),
  - Księżyc (odc. 71b),
  - Panna Simian (odc. 71b, 72a, 82b, 83b, 90a, 95b–96a, 98a),
  - Josh (odc. 80a),
  - Matka Nicole (odc. 81b),
  - Betty (odc. 83a),
  - Asteroida #2 (odc. 98a),
  - Banana Barbara (odc. 98a)
- 2011–2016: Austin i Ally –
  - panna Suzy (odc. 15),
  - pani Kravitz (odc. 84)
- 2011–2013: Looney Tunes Show –
  - Patricia, matka Loli (odc. 3, 27, 30, 32),
  - Swietłana (odc. 4),
  - kobieta w pralni (odc. 5),
  - Tanya (odc. 6),
  - matka Kuraka (odc. 8),
  - kobieta na aukcji (odc. 10),
  - kobieta (odc. 12),
  - kelnerka (odc. 16),
  - mama Sylwestra (odc. 25)
- 2011–2013: Super ninja – Veronica (odc. 16)
- 2011–2012: Moja niania jest wampirem – pani Oppenheimer (odc. 17)
- 2011: Miś Muki –
  - Kapitan "Kleopatry" (odc. 32),
  - mama Flory (odc. 34),
  - babcia Pepito (odc. 35),
  - ciocia Kasandry (odc. 37)
- 2010: Uczeń Świętego Mikołaja – Zofia, pani Mikołajowa
- 2010: Vicky – wielki mały wiking
- 2010: Pokémon: Arceus i Klejnot Życia – Ash Ketchum
- 2010: Pokémon: Galaktyczne bitwy – Ash Ketchum
- 2010: Scooby Doo: Abrakadabra-Doo – pani Telmer
- 2010: Tom i Jerry i Sherlock Holmes
- 2010: Wakfu
- 2009: Dzieci Ireny Sendlerowej
- 2009: Pokémon: Giratina i Strażnik Nieba – Ash
- 2009: Tajemnica Rajskiego Wzgórza
- 2009: Ciekawski George: Małpiszon i Gwiazdka
- 2009: Janosik. Prawdziwa historia
- 2009: Tajemnica Rajskiego Wzgórza
- 2009: Scooby-Doo! Strachy i patałachy: Początek przygody
- 2009: Vicky – wielki mały wiking
- 2008: Viva High School Musical Argentyna − Madam Bas
- 2008: Viva High School Musical Meksyk: Pojedynek − nauczycielka
- 2008: Dzieciak kontra Kot –
  - Harley,
  - Nauczycielka
- 2008: Wallace i Gromit: Kwestia tycia i śmierci
- 2007: Garfield ucieka z komiksu – Bobby
- 2007: Pokémon: Wymiar walki – Ash Ketchum
- 2006: Krowy na wypasie
- 2006: Power Rangers: Mistyczna moc –
  - Screamer,
  - Biała Sędzia Trybunału Magii,
  - Serpentina
- 2006: H2O – wystarczy kropla –
  - Lisa Gilbert,
  - chłopiec (odc. 10),
  - pogodynka (odc. 27),
  - mama Kylie (odc. 38)
- 2006: Team Galaxy – kosmiczne przygody galaktycznej drużyny –
  - Złomiak (odc. 22),
  - p. Shragger (odc. 24)
- 2006: Kapitan Flamingo –
  - Wendell,
  - Mama Mila
- 2006: Ciekawski George
- 2006: Łatek: Sen nocy letniej
- 2005–2008: Ben 10 – Missy
- 2005: Batman kontra Drakula
- 2005: Podwójne życie Jagody Lee – Evan (odc. To wielka dynia, Jagoda Lee)
- 2004: Koszmarny Karolek
- 2003: Małgosia i buciki
- 2003: O rety! Psoty Dudusia Wesołka
- 2001: Pokémon 3: Zaklęcie Unown – Ash Ketchum
- 2001: Mały Miś i przyjaciele – Kuba (pierwsza wersja dubbingu)
- 2000–2006: Kajtuś –
  - Jarek (seria V; wersja TVP),
  - Franek (odc. 137d; wersja TVP)
- 2000: Pokémon 2: Uwierz w swoją siłę – Ash Ketchum
- 1999–2004: Rocket Power – Lars
- 1999: Pokémon: Film pierwszy – Zemsta Mewtwo – Ash Ketchum
- 1999: Król i ja –
  - Steward,
  - Księżniczka Kannika (jedna kwestia)
- 1999: Legenda Titanica − 
  - Jedna z praczek,
  - jeden z delfinów,
  - Jedno z dzieci imigranta wchodzącego na pokład
- 1999: SpongeBob Kanciastoporty −
  - Margaret Kanciastoporta, mama SpongeBoba (niektóre odcinki),
  - Mama Kraba (niektóre odcinki),
  - Mama Billy’ego (odc. 18b),
  - Staruszka (odc. 19a),
  - Węgorz (odc. 21a),
  - Kobieta w fioletowej sukni (odc. 56a),
  - Kelnerka w jadalni (odc. 58a),
  - Martunia (odc. 87a),
  - Juniorka (odc. 87b),
  - Goście na przyjęciu Skalmara (odc. 87b),
  - Dzieciak (odc. 104a),
  - Niebieska ryba kupująca gazetę (odc. 109b),
  - Mieszkanka Bikini Dolnego (odc. 110a),
  - Przyjaciółka Perły (odc. 110a),
  - Nastolatka z aparatem na zęby z filmu Atak zombie na piżamową imprezę (odc. 110a),
  - Właścicielka dżdżownicy (odc. 110b),
  - Bogaczka (odc. 112a),
  - Instruktorka ćwiczeń pośladków (odc. 113a),
  - Monica (odc. 126),
  - Wiedźma (odc. 141a),
  - Mamuśka (odc. 142a),
  - Pomarańczowa pielęgniarka (odc. 147b),
  - Matka dzieciaka (odc. 150a),
  - Staruszka (odc. 150a),
  - Mama niskiej rybki (odc. 150b),
  - Rudowłosa przyjaciółka Perły (odc. 154a),
  - Kierowcy (odc. 154a),
  - Uczennica (odc. 154b),
  - Plażowiczka (odc. 158a),
  - Pomarańczowa pasażerka statku (odc. 160b),
  - Policjantka (odc. 161b),
  - Mieszkanka (odc. 167a),
  - Ryba w niebieskiej sukni (odc. 167b),
  - Niebieska ryba (odc. 174a),
  - Klientka (odc. 174b),
  - Staruszka w czerwonej sukni (odc. 176a),
  - Policjantka (odc. 198a),
  - Właścicielka bańkopudli (odc. 240a)
- 1998−2000: Tęczowe rybki – 
  - pielęgniarka (odc. 4a),
  - zielony kumpel Barry’ego (odc. 4b),
  - właścicielka sklepu (odc. 6a),
  - jedna z ryb (odc. 6b),
  - Daniel (odc. 13a),
  - żółta przyjaciółka Rubiny (odc. 14a),
  - uczniowie ze szkoły Błyska (odc. 15b),
  - jeden z uczniów chwalących Błękitka (odc. 16a),
  - pałkarz (odc. 18a),
  - Pan Zębatka, tata Zębacza (odc. 19b),
  - Angela (odc. 20a),
  - Barry Cuda (odc. 20a),
  - rozgwiazda śpiewaczka (odc. 21b)
- 1998−1999: Podróże z Aleksandrem i Emilią –
  - Danny (odc. 24),
  - Yin (odc. 44),
  - Heinz (odc. 49),
  - Chłopiec myszka z lizakiem (odc. 52)
- 1998: Książę Alachandry –
  - Blanka,
  - Paloma, gołębica Blanki,
  - Pozostałe postacie żeńskie
- 1998: Magiczne cyferki 10+2: Magiczna droga –
  - Artur,
  - Kukułka z zegara
- 1998: Świąteczny bunt – Elyse Madison
- 1998: Pippi – Bent
- 1998: Świąteczny bunt
- 1998: Filmy z serii Michaił Barysznikow – bajki z mojego dzieciństwa – różne głosy
- 1998: Dziewczynka z orzeszka −
  - Biegacz (odc. 1–5),
  - Strzelec (odc. 2),
  - jeden z małych nietoperzy (odc. 4),
  - Konik polny (odc. 6),
  - jedna z pszczół odc. 8),
  - Wodnik (odc. 9),
  - Chytrus (odc. 10),
  - jedna z syrenek (odc. 10),
  - krasnal w niebieskiej czapce (odc. 12),
  - krasnal w fioletowej czapce (jedna kwestia w odc. 12),
  - krasnal w czerwonej czapce (kolejna kwestia w odc. 12),
- 1998: Kotopies −
  - Kosmita-mózg (druga wersja dubbingu; odc. 15a),
  - Sąsiadka 2 (druga wersja dubbingu; odc. 15a),
  - Mama dziecka (druga wersja dubbingu; odc. 17b),
  - Maggie (druga wersja dubbingu; odc. 32a),
  - Matka Rancida (druga wersja dubbingu; odc. 34a),
  - pani Grock (druga wersja dubbingu; odc. 37a, 38a)
- 1998: Najwięksi bohaterowie i opowieści Biblii –
  - Maria – matka Jezusa (Cuda Jezusa),
  - Różne postacie (Ogród w Edenie, Cuda Jezusa, Ostatnia Wieczerza, Historia Mojżesza, Daniel w jaskini lwa)
- 1998: Camelot –
  - Ginewra (druga wersja dubbingu),
  - Morgana (druga wersja dubbingu),
  - Mały Artur (druga wersja dubbingu),
  - Blondwłosa dama z Avalonu (druga wersja dubbingu),
  - Czarnowłosa dama z Avalonu (druga wersja dubbingu,
  - Tłum (druga wersja dubbingu)
- 1998: Traktorek –
  - Zgrabiarka Rebecca,
  - Przyjaciółka walca (odc. Urodziny),
  - Jedna z gęsi (odc. Zęby)
- 1997: Świat królika Piotrusia i jego przyjaciół
- 1997–2009: Bibi Blocksberg −
  - pani Herta Haltrain (odc. 17),
  - Gerda (odc. 23)
- 1997–2006: Pokémon –
  - Ash Ketchum,
  - jeden z kolegów Joego (odc. 9),
  - jeden z kolegów Damiana (odc. 11),
  - przewodniczka wycieczki w łodzi (odc. 17),
  - jedna z asystentek Eriki (odc. 26),
  - Arnold (odc. 27),
  - Lacy (odc. 44),
  - gruba kobieta, z którą zderzyła się Jessie (odc. 45)
- 1996−2003: Laboratorium Dextera –
  - Żona Zebediacha (odc. 25c),
  - Ezra (odc. 25c),
  - Katka (odc. 26b)
- 1996–2001: Kot Billy –
  - nauczycielka (odc. 27),
  - klientka baru sushi (odc. 28),
  - turystka (odc. 29)
- 1996–1997: Opowieści Starego Testamentu –
  - Wdowa,
  - Orpa,
  - Izaak
- 1995–2001: Mały Miś –
  - Małpka,
  - Wydra #4 (odc. 27b, 38c)
- 1995–2000: Sylwester i Tweety na tropie –
  - Helga von Tramp (odc. 15b),
  - Katarzyna von Chlorofil (odc. 17b),
  - Carmen Weranda (odc. 18b),
  - Afrodyta (odc. 19a),
  - Rosjanka (odc. 24a),
  - Betsy Cracker (odc. 24b),
  - Gertruda (odc. 37b)
- 1994–1998: Świat według Ludwiczka
- 1994–1995: Aladyn –
  - Oopo (odc. 13),
  - Chłopiec (odc. 17)
- 1994: Myszka Miki i przyjaciele – Daisy
- 1994: Byli sobie wynalazcy –
  - Stara kobieta (odc. 2),
  - Głosy z tłumu (odc. 19),
  - Sprzedawczyni spódnic "pilotek" (odc. 21),
  - Gazeciarz (odc. 21)
- 1992–1994: Mała syrenka − jeden z krabich skautów (pierwsza wersja dubbingu, odc. 22)
- 1991–1992: Trzy małe duszki – Henrietta
- 1991: Księżniczka i chochliki – Curdie
- 1991: Magiczne zaklęcie –
  - Bertha,
  - Eartha,
  - Babcia Kopciuszka,
  - Filip (jedna z kwestii),
  - Krasnoludek Rudi,
  - Krasnoludek Looney (jedna scena),
  - Krasnoludek Goody (ostatnia kwestia)
- 1991: Słoń Benjamin
- 1991: Były sobie Ameryki –
  - jeden z Indian (odc. 14),
  - Majtek (odc. 14),
  - Chłopiec (odc. 15),
  - Stara panna z parasolką (odc. 15),
  - Mały blondwłosy majtek (odc. 15),
  - Żona Johna Willerighta (odc. 15),
  - Mały Indianin (odc. 16-17),
  - Matka płaczącej córeczki (odc. 17),
  - Kobieta zdziwona na widok powracającego de La Salla (odc. 18),
  - Pierrette (jedna kwestia w odc. 18),
  - Dama w białym kapeluszu z pomarańczową wstażką (ostatnia kwestia w odc. 21),
  - Czarnoskóra kobieta (odc. 21),
  - Kobieta, której syna uwięziono (odc. 22),
  - Hipolita (odc. 23),
  - Kobieta, która podarowała Boliwarowi swojego konia (odc. 23),
  - Mały gazeciarz (odc. 24)
- 1990–1998: Świat Bobbiego
- 1990–1992: Muminki
- 1989–1992: Karmelowy obóz – Binky
- 1989–1990: Hutch Miodowe Serce
- 1988–1994: Garfield i przyjaciele –
  - Kobieta zainteresowana Nermalem (odc. 16c),
  - Sąsiadka Jona (odc. 17c),
  - Prezenterka programu „Kwadrans z szydełkiem” (odc. 18a),
  - Kobieta w samochodzie (odc. 20c),
  - Roscow (odc. 23c),
  - Abigail – Matka Chrzestna (odc. 41c)
- 1987–1990: Kacze opowieści (stara wersja) –
  - pani Ostrydziób, nauczycielka (odc. 68, 77, 95),
  - Tasia powiększona do gigantycznych rozmiarów (odc. 71)
- 1987–1990: Kacze opowieści (nowa wersja) –
  - Sprzedawczyni w sklepie, dająca koreczki z sera McKwaczowi (odc. 1),
  - Panna Petronella, która chciała zostać nianią Siostrzeńców (odc. 3)
- 1985: Wuzzle – 
  - Pysia,
  - Mały Bygil (odc. 1),
  - Klapserka na planie filmu "Jak zdobywano Wuzzlandię" (odc. 2),
  - Skoczylek (odc. 7)
- 1984: Kniaź, Łabędź i Car Sałtan – Głosy kobiece (druga wersja dubbingu)
- 1983: Opowieść wigilijna Myszki Miki – Isabelle (Kaczka Daisy)
- 1983: Pani Łyżeczka – Rudy
- 1982: Przygody Myszki Miki i Kaczora Donalda –
  - Kaczka Daisy (pierwsza wersja dubbingu),
  - Myszka Minnie (pierwsza wersja dubbingu; odc. 15–16)
- 1981–1989: Smerfy –
  - Laura (pierwsza wersja dubbingu; odc. 29),
  - Norman (pierwsza wersja dubbingu; odc. 29),
  - Olbrzym Szymon (pierwsza wersja dubbingu; odc. 44),
  - Konik Błękitek (odc. 101),
  - Grog (odc. 231-232)
- 1981: W świecie magii – Charlie Brown
- 1980: Najlepsza na łyżwach – Charlie Brown
- 1979: Królik Bugs i Struś Pędziwiatr: Szalony pościg
- 1979: Królik Bugs: Zakręcona opowieść wigilijna – Marta
- 1979: Królik Bugs: Zakochany i zwariowany
- 1979: Jesteś najlepszy, Charlie Brown – Charlie Brown
- 1977: Pierwszy pocałunek – Charlie Brown
- 1975: Bądź moją walentynką – Charlie Brown (pierwsza wersja dubbingu)
- 1975: Charlie Brown sportowcem – Charlie Brown
- 1975: Ivan i zaczarowany kucyk – Głosy kobiece (druga wersja dubbingu)
- 1971: Zagraj to jeszcze raz – Charlie Brown
- 1968: Zakochany Charlie Brown – Charlie Brown
- 1969: Lato było krótkie – Charlie Brown
- 1967: Złoty kogucik – Głosy kobiece
- 1966: Liga mistrzów – Charlie Brown
- 1965: Gwiazdka Charliego Browna – Charlie Brown
- 1965–1994: Ach ten... Snoopy – Charlie Brown
- 1962: Dzikie łabędzie – Głosy kobiece
- 1959: Pinokio i stary klucz – Głosy kobiece
- 1957: Królowa Śniegu –
  - Głosy kobiece (trzecia wersja dubbingu),
  - Babcia Gerdy (czwarta wersja dubbingu),
  - Książę (czwarta wersja dubbingu)
- 1952: Szkarłatny kwiat – głosy kobiece (trzecia wersja dubbingu)

### Gry
- 1999: Baldur's Gate –
  - Skie,
  - Krystin,
  - Silke,
  - Nereida Shoal,
  - Kurtyzany,
  - Ithmeera,
  - Driada z Chmurnych Szczytów,
  - Nimfa Abela
  - Soundset – kobieta 1
- 1999: Atlantis II –
  - Airmid, córka Diana,
  - Córka króla Majów,
  - Królowa pająków,
  - Figurka – nosiwoda,
  - Figurka – chłopka.
  - Kobieta-lisica,
  - Urzędnik – mysz
- 1999: Omnia Junior –
  - Junior (płyta 2 – Opowieść Juniora),
  - Różne postacie (płyta 2 – Opowieść Juniora)
- 1999: Przygody Prosiaczka Kwika: Powrót do Przyszłości –
  - Kaczorek Kwak,
  - Latająca Ryba,
  - Narratorka w Bibliotece Wiedzy,
  - Myszka,
  - Mama Kwika
- 2000: Faust: Gra duszy – Lily Whittle
- 2000: Pizza Syndicate – 
  - Bezrobotne kobiety,
  - Chłopcy,
  - Emerytki,
  - Kelnerki,
  - Kucharki,
  - Osobistości,
  - Proletariuszki,
  - VIP-y
- 2000: Aztec: Klątwa w sercu Złotego Miasta –
  - Handlarka na targowisku,
  - Tkaczka,
  - Papuga
- 2000: Freespace 2
- 2000: Planescape: Torment – postacie poboczne
- 2000: Hokus pokus Różowa Pantera –
  - Natan,
  - Violet,
  - pani I-Zumi,
  - Sasza,
  - Głos dziecka w telewizji,
  - Struś,
  - Młody archeolog,
  - Żyrafa,
  - Atena,
  - Gorgona Steno
- 2000: Invictus: W cieniu Olimpu –
  - Elektra,
  - Zbrojmistrz
- 2000: Icewind Dale –
  - Yxunomei,
  - Soundset – kobieta mag 2
- 2000: Wehikuł czasu –
  - Handlarka na Placu Świątynnym,
  - Dziewczynka z lalką,
  - Handlarz w alejce (dziecko),
  - Chronomantka w kopalni
- 2000: Messiah –
  - Komputer,
  - Prostytutki
- 2000: Baldur's Gate II: Cienie Amn –
  - Afril,
  - Surayah,
  - Bułeczka,
  - Chłopaki,
  - Kobieta w teatrze,
  - Soundset - kobieta 2
- 2000: Gift –
  - Księżniczka Lolita Globo,
  - Szefowa
- 2000: Baśń o Dziadku Mrozie, Iwanie i Nastce – Nastka
- 2000: Mistrz Origami –
  - Papierzaczek,
  - Wielkodzioby (jedna z kwestii),
  - kura #2,
  - mrówka,
  - mysz,
  - mama małpki,
  - ważka #2,
  - narratorka objaśniająca instrukcje robienia origami
- 2001: Arthur's Knights: Rycerze Króla Artura – Gwen
- 2001: Ring –
  - Córki Renu,
  - Isha,
  - Sieglinda
- 2001: Egipt: Przepowiednia Heliopolis –
  - Ipuki,
  - Handlarka Maya,
  - Mi,
  - Neith
- 2001: Battle Isle: The Andosia War – Wielka Kapłanka Rachel Rutherford
- 2001: Na kłopoty Pantera –
  - Indrani,
  - Ryba,
  - Osiołek Nkuku,
  - Dziewczynka na egipskim polu,
  - Chińczyk w niebieskim stroju,
  - Dziewczynka w bhutańskiej wiosce,
  - Dziewczynka na indyjskim targu,
  - Dziewczynka w indyjskiej wiosce #1,
  - Kangurzyca,
  - Młody Aborygen
- 2001: Jagged Alliance 2.5: Unfinished Business –
  - Sheila "Scope" Sterling,
  - Victoria Waters,
  - Soundset – kobieta 2
- 2001: Diablo II: Lord of Destruction – Anya
- 2001: Baśń o Dziadku Mrozie, Iwanie i Nastce – Nastka
- 2001: Jekyll & Hyde –
  - Pielęgniarka Edna Willenberg,
  - Laurie,
  - pani Wong,
  - Prostytutka
- 2002: Mistrz Origami –
  - Papierzaczek,
  - Wielkodzioby (jedna z kwestii),
  - Kura #2,
  - Mrówka,
  - Mysz,
  - Mama małpki,
  - Ważka #2,
  - Narratorka objaśniająca instrukcje robienia origami
- 2002: Neverwinter Nights –
  - Shaldrissa Dothwintyl,
  - Arwyl,
  - Luce,
  - Sedos Sebile,
  - Berna,
  - Lillian Cambridge,
  - Driada z Czarnystawu,
  - Soundset – wojowniczka,
  - Soundset – niewinna idealistka
- 2004: Harry Potter i więzień Azkabanu –
  - Uczennice handlujące kartami,
  - Starsze uczennice
- 2005: The Bard’s Tale: Opowieści barda –
  - Dziewczyna,
  - Matka Ogana
- 2005: Still Life –
  - Ida Skaličková,
  - Telefonistka
- 2006: Prince of Persia: Dwa trony – Mahasti
- 2006: Dreamfall: The Longest Journey –
  - Watilla Lucia,
  - Minstrum Magda,
  - Stuknięta Klara,
  - Dziecię Ena,
  - Kobieta w Wati City #1,
  - Zhid-kobieta
- 2009: Age of Conan: Hyborian Adventures – Wróżbitka
- 2009: Bob Budowniczy: Budujemy lunapark – Koparka
- 2010: Harry Potter i Insygnia Śmierci –
  - Spiker #3,
  - Mugol #5,
  - Czarownica #1